# تیریون دیویس-پرایس
تیریون جاکوب دیویس پرایس (زادهٔ ۲۳ اکتبر ۲۰۰۰) یک فوتبال آمریکایی است که برای تیم سانفرانسیسکو ۴۹رز لیگ ملی فوتبال (NFL) بازی می‌کند. او فوتبال کالج را در LSU بازی کرد.

## اوایل زندگی و دبیرستان
دیویس پرایس در باتون روژ، لوئیزیانا بزرگ شد و در دانشکده آزمایشگاه دانشگاه جنوبی تحصیل کرد. به عنوان یک بزرگسال، او بیش از ۲۵۰۰ یارد دوید و ۲۹ تاچ داون به ثمر رساند. دیویس پرایس متعهد به بازی فوتبال کالج در LSU است.

## شغل دانشگاهی
دیویس-پرایس ۶۴ بار برای ۲۹۵ یارد و ۶ تاچ داون در طول فصل سال اولی واقعی خود هجوم برد زیرا LSU قهرمان مسابقات ملی پلی آف فوتبال کالج ۲۰۲۰ شد. او در سال ۲۰۲۰ با ۴۴۶ یاردی و سه تاچ داون بر روی ۱۰۴ کریر پیشرو تیم ببرها بود به عنوان جونیور، دیویس پرایس ۲۱۱ بار برای ۱۰۰۳ یارد و ۶ تاچ داون دوید. او در برابر فلوریدا که رتبه بیستم را کسب کرده بود، برای رکورد مدرسه ۲۸۷ یارد در برد ۴۹–۴۲ هجوم برد. پس از پایان فصل، دیویس پرایس اعلام کرد که وارد درفت NFL 2022 خواهد شد.

## شغل حرفه ای
| Height                      | Weight                | Arm length             | Hand span             | 40-yard dash | 10-yard split | 20-yard split | 20-yard shuttle | Three-cone drill | Vertical jump        | Broad jump               | Bench press |
| --------------------------- | --------------------- | ---------------------- | --------------------- | ------------ | ------------- | ------------- | --------------- | ---------------- | -------------------- | ------------------------ | ----------- |
| ۶ فوت ۰ ۳⁄۸ اینچ (۱٫۸۴ متر) | ۲۱۱ پوند (۹۶ کیلوگرم) | ۳۰ ۳⁄۴ اینچ (۰٫۷۸ متر) | ۹ ۱⁄۴ اینچ (۰٫۲۳ متر) | 4.48 s       | 1.53 s        | 2.60 s        | 4.40 s          | 7.25 s           | ۳۵٫۵ اینچ (۰٫۹۰ متر) | ۹ فوت ۱۰ اینچ (۳٫۰۰ متر) | 18 reps     |
| Sources:                    |                       |                        |                       |              |               |               |                 |                  |                      |                          |             |

دیویس پرایس در دور سوم درفت NFL 2022 با نود و سومین انتخاب کلی توسط سان فرانسیسکو 49ers انتخاب شد. او اولین بازی NFL خود را در هفته ۲ مقابل سیاتل سیهاوکس انجام داد و در پیروزی ۲۷–۷ ۱۴ بار به طول ۳۳ یارد داشت. او در ۶ بازی بازی کرد و ۳۴ بار برای ۹۹ یارد راشینگ در فصل تازه‌کار خود ثبت کرد.
- مشارکت‌کنندگان ویکی‌پدیا. «Tyrion Davis-Price». در دانشنامهٔ ویکی‌پدیای انگلیسی، بازبینی‌شده در ۲۴ آوریل ۲۰۲۳.

1. ↑  Kubena, Brooks (December 19, 2018). "The goal for Kardell Thomas, Tyrion Davis-Price at LSU? To be 'legends,' win national championships". The Advocate. Retrieved November 23, 2021.
2. ↑  Doucet, Jacques (January 7, 2019). "WARRICK DUNN FINALIST: Tyrion Davis – Southern Lab RB". WAFB.com. Retrieved April 26, 2022.
3. ↑  Kubena, Brooks (December 19, 2018). "Southern Lab's Kardell Thomas, Tyrion Davis sign with LSU on early signing day". The Advocate. Retrieved April 26, 2022.
4. ↑  Morgan, Blake (January 12, 2020). "Tyrion Davis-Price: 3 facts on the LSU Tigers running back". The Daily Advertiser. Retrieved November 23, 2021.
5. ↑  Miller, Brody (August 17, 2021). "Ed Orgeron wants more out of LSU's talented but confusing running backs room". The Athletic. Retrieved December 2, 2021.
6. ↑  "It's 1,000 yards for LSU running back Tyrion Davis-Price as he joins an elite group of Tiger stars". The Advocate. November 27, 2021. Retrieved April 26, 2022.
7. ↑  Scarborough, Alex (October 16, 2021). "Tyrion Davis-Price rushes for LSU record 287 yards in win over Florida as Ed Orgeron says his team 'came to fight today'". ESPN.com. Retrieved April 26, 2022.
8. ↑  Fitzpatrick, Jamarcus (December 31, 2021). "LSU's Ty Davis-Price declares for the NFL Draft". KATC.com. Retrieved April 26, 2022.
9. ↑  "Tyrion Davis-Price Draft and Combine Prospect Profile". NFL.com. Retrieved July 17, 2022.
10. ↑  "2022 Draft Scout Tyrion Davis-Price, LSU NFL Draft Scout College Football Profile". draftscout.com. Retrieved July 17, 2022.
11. ↑  Maiocco, Matt (May 4, 2022). "Kevin Faulk explains what 49ers are getting in Davis-Price". NBC Bay Area. Retrieved May 5, 2022.
12. ↑  "Seattle Seahawks at San Francisco 49ers – September 18th, 2022". Pro-Football-Reference.com (به انگلیسی). Retrieved October 11, 2022.
13. ↑  "Tyrion Davis-Price 2022 Game Log". Pro-Football-Reference.com. Retrieved 2023-02-15.